# Parafia Matki Boskiej Nieustającej Pomocy w Juracie
Parafia Matki Boskiej Nieustającej Pomocy w Juracie – parafia rzymskokatolicka położona w Juracie (gmina Jastarnia). Mieści się przy ulicy ks. Gołębiowskiego. Wchodzi w skład 
dekanatu Morskiego w archidiecezji gdańskiej.

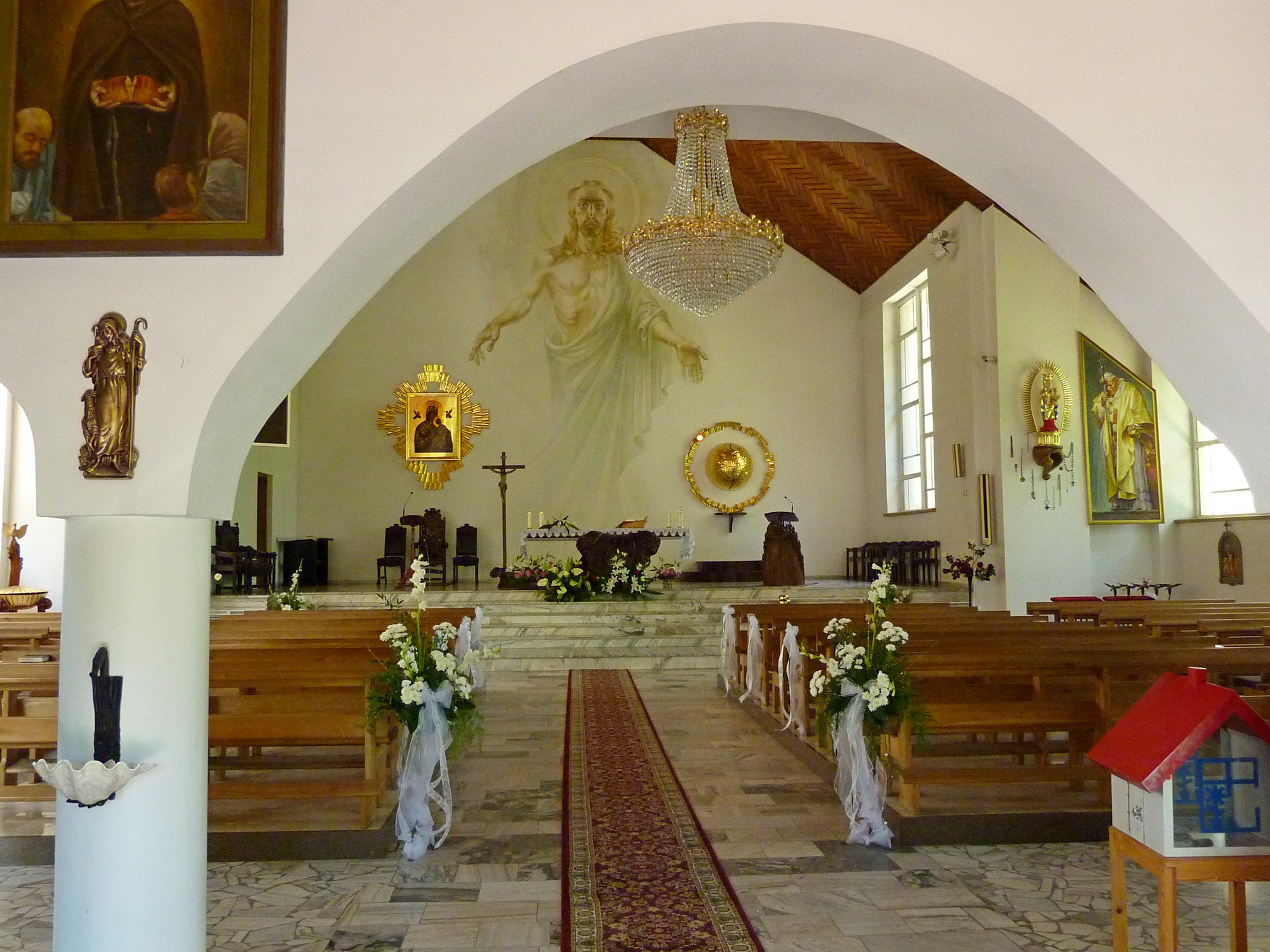
Wnętrze świątyni